# رقية ماغي
رقية ماغى (بالفرنسية: Rikia Magha)‏ من مواليد 15 أكتوبر 1993 في آسفي، المغرب. هي مغنية وممثلة مغربية.

## المسيرة
في عام 2014، شاركت في الموسم الثالث من البرنامج الموسيقي الشهير أراب آيدول. في عام 2015، أصدرت أغنية «ما يهمك» بالتعاون مع محمود برهيل ومحمد نوبال، وبدأت جولة في الدول العربية. في يوليو 2019، بمناسبة عيد العرش، كشفت عن أغنية «المغرب وجمالو» مصحوبة بفيديو كليب أخرجه نوبال.
بالتزامن مع الذكرى الرابعة والأربعين للمسيرة الخضراء، أصدرت رقيو عملاً بعنوان «هادي صحراتي»، بألحان تمزج بين الموسيقى الحديثة وإيقاعات الصحراء. في أغنيتها الوطنية الثانية من هذا النوع، تعاونت مع محمد المغربي على المستوى الغنائي، مهدي مزين على المستوى اللحني وطارق الحجيلي في التمثيل. في 2021، شاركت في المسلسل الإماراتي علاء الدين تم بثه في رمضان. في ديسمبر من نفس السنة، كشفت عن أغنيتها الجديدة بعنوان (Des Souvenirs) ذكريات، وهي أغنية راي، من ألحان يونس آدم وتوزيع زينو قندور.

## ديسكوغرافيا
- 2015: "مايهماك"
- 2016: "خيل القصيد"
- 2017: "الليل"
- 2017: "قدر قدر"
- 2017: "طلعتلي مين وين"[9]
- 2017: 'الدنيا دروس" (مع. فيصل الجاسم)
- 2018: "روائع فزاع"
- 2018: "القصايد إنت"
- 2018: "شهر و سيمانه"
- 2018: "تبغي الصدق"
- 2019: "المغرب وجمالو"[10]
- 2020: "هادي صحراتي" (بالفرنسية: Hadi Saharti)‏[5]
- 2021: "كل دقات قلب"
- 2021: "ذكريات" (بالفرنسية: Des Souvenirs)‏

## فيلموغرافيا
- 2019: هال ويانا
- 2021: علاء الدين[11]
- 2022: الفنار